# Leandro Guilheiro
Leandro Marques Guilheiro (ur. 7 sierpnia 1983 w Suzano) – brazylijski judoka, dwukrotny brązowy medalista olimpijski, wicemistrz świata.
Startuje w kategorii do 73 kg. Jego największym osiągnięciem jest brązowy medal igrzysk olimpijskich w Atenach oraz cztery lata później w Pekinie.

## Osiągnięcia

### Igrzyska olimpijskie
| Igrzyska olimpijskie | Data             | Kategoria | Miejsce |
| -------------------- | ---------------- | --------- | ------- |
| Ateny 2004           | 16 sierpnia 2004 | do 73 kg  |         |
| Pekin 2008           | 11 sierpnia 2008 | do 73 kg  |         |

### Mistrzostwa świata
| Mistrzostwa | Data             | Kategoria | Miejsce |
| ----------- | ---------------- | --------- | ------- |
| Tokio 2010  | 10 września 2010 | do 81 kg  |         |
| Paryż 2011  | 25 sierpnia 2011 | do 81 kg  |         |